# Comarapa
Comarapa è un comune (municipio in spagnolo) della Bolivia nella provincia di Manuel María Caballero (dipartimento di Santa Cruz) con 16.696 abitanti (dato 2010).

## Cantoni
Il comune è suddiviso in 8 cantoni:
- Capillas
- Comarapa
- Manzanal
- Pulquina
- San Isidro
- San Juan del Potrero
- San Matéo
- Torrecillas